# Чинампы

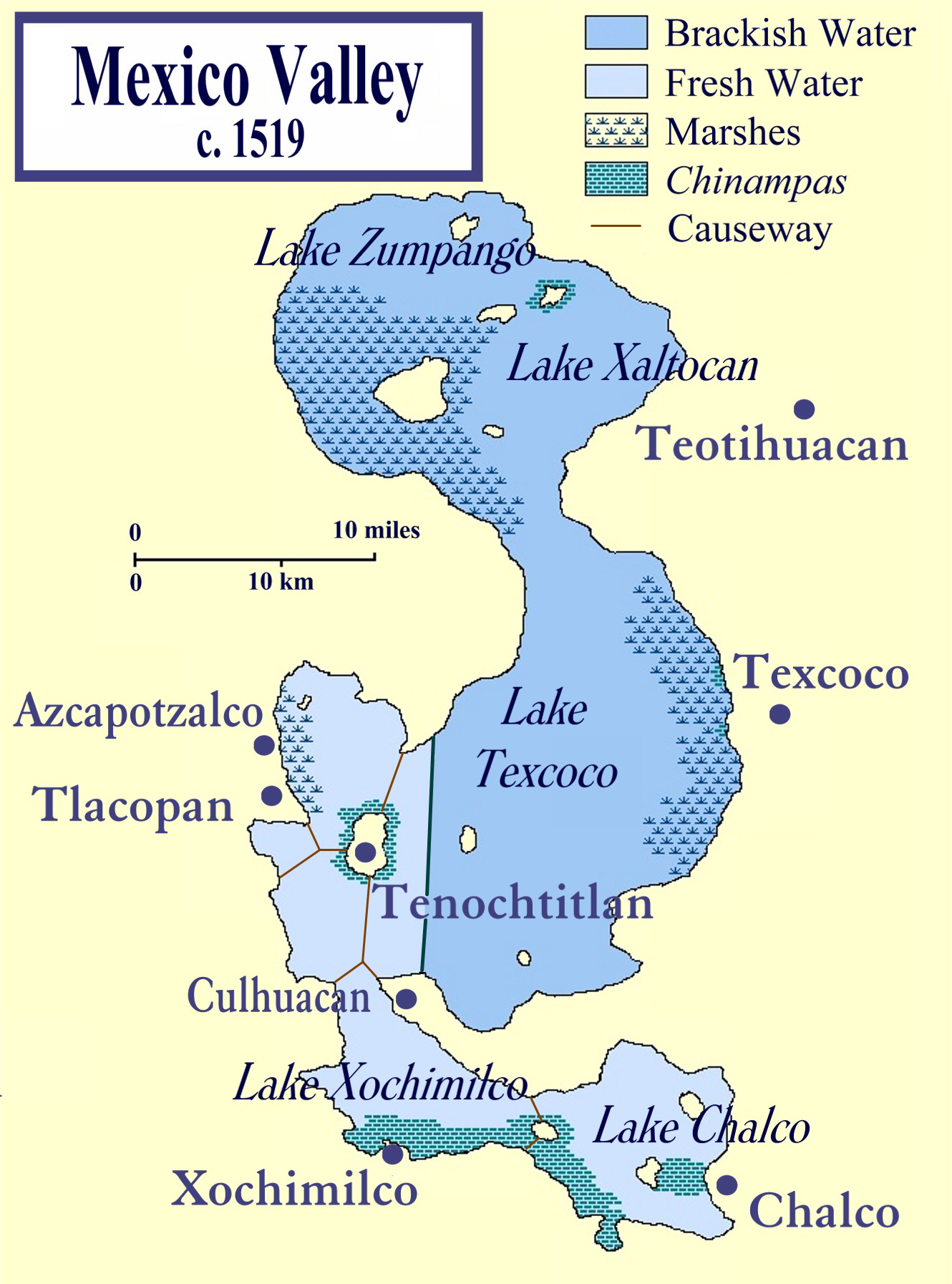
Система озёр в долине Мехико во время испанского завоевания. На карте показано, где расположены чинампы

Чинампы (исп. chinampa, аст. chināmitl) — плавучие острова, которые возводили народы доколумбовой Мезоамерики для ведения сельского хозяйства. Чинампы давали несколько урожаев в год. Ацтеки строили чинампы на озере Тескоко.
В заболоченных низинах в почву вбивали сваи, затем соединяли их плетнём. Внутрь участков засыпался метровый слой земли. В дождливые сезоны чинампы становились островами. На приподнятые поля постоянно добавлялось органическое вещество водных растений. Это позволяло поддерживать плодородие почвы на высоком уровне.
Расцвет этой системы земледелия приходится на 600—900 гг. н. э.
Система плавучих островов до сих пор используется в отдельных регионах Мексики.

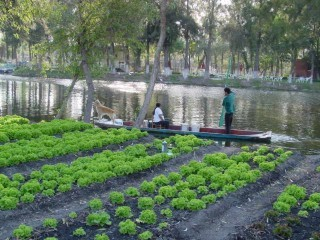
Современные чинампы
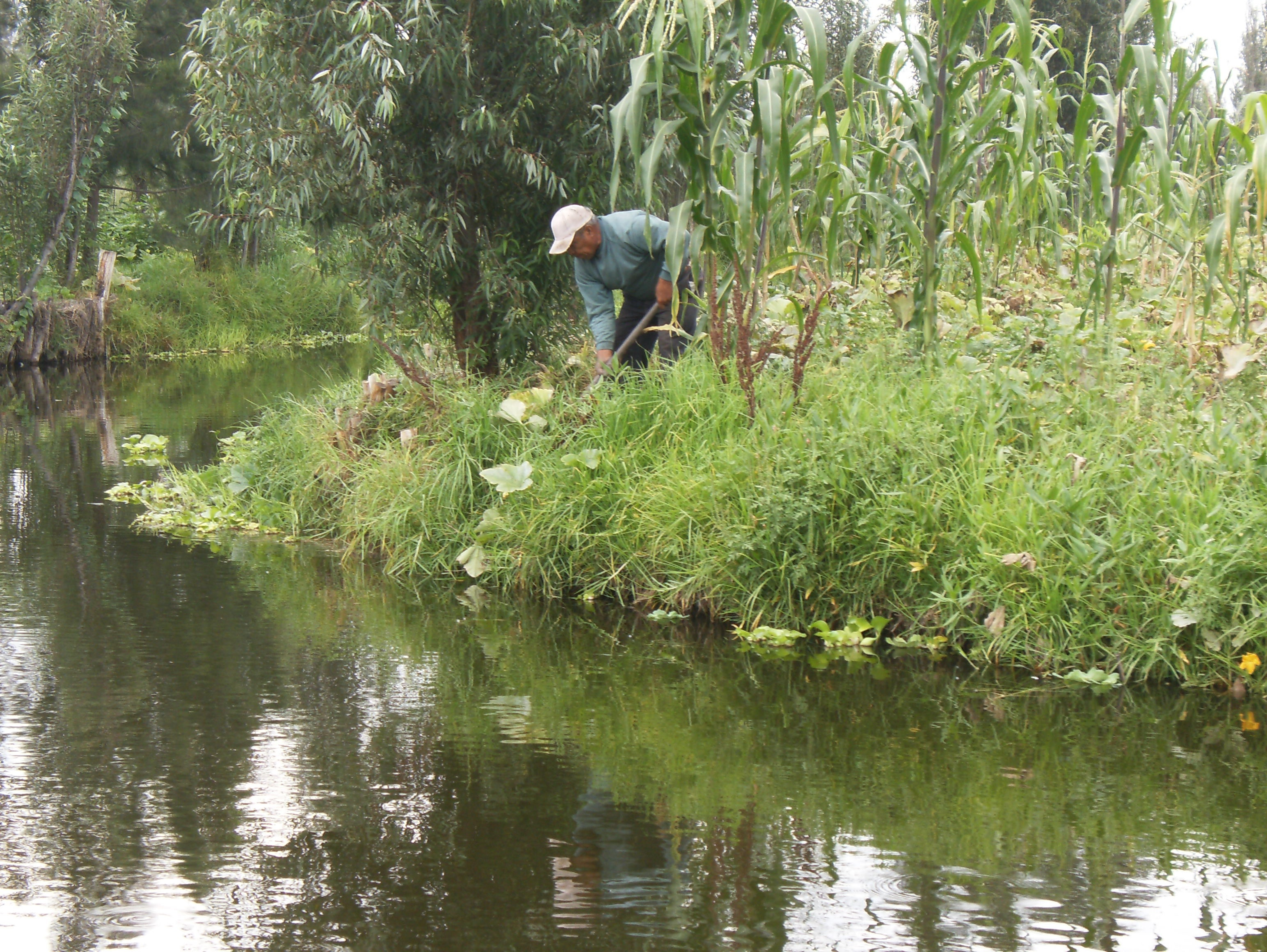
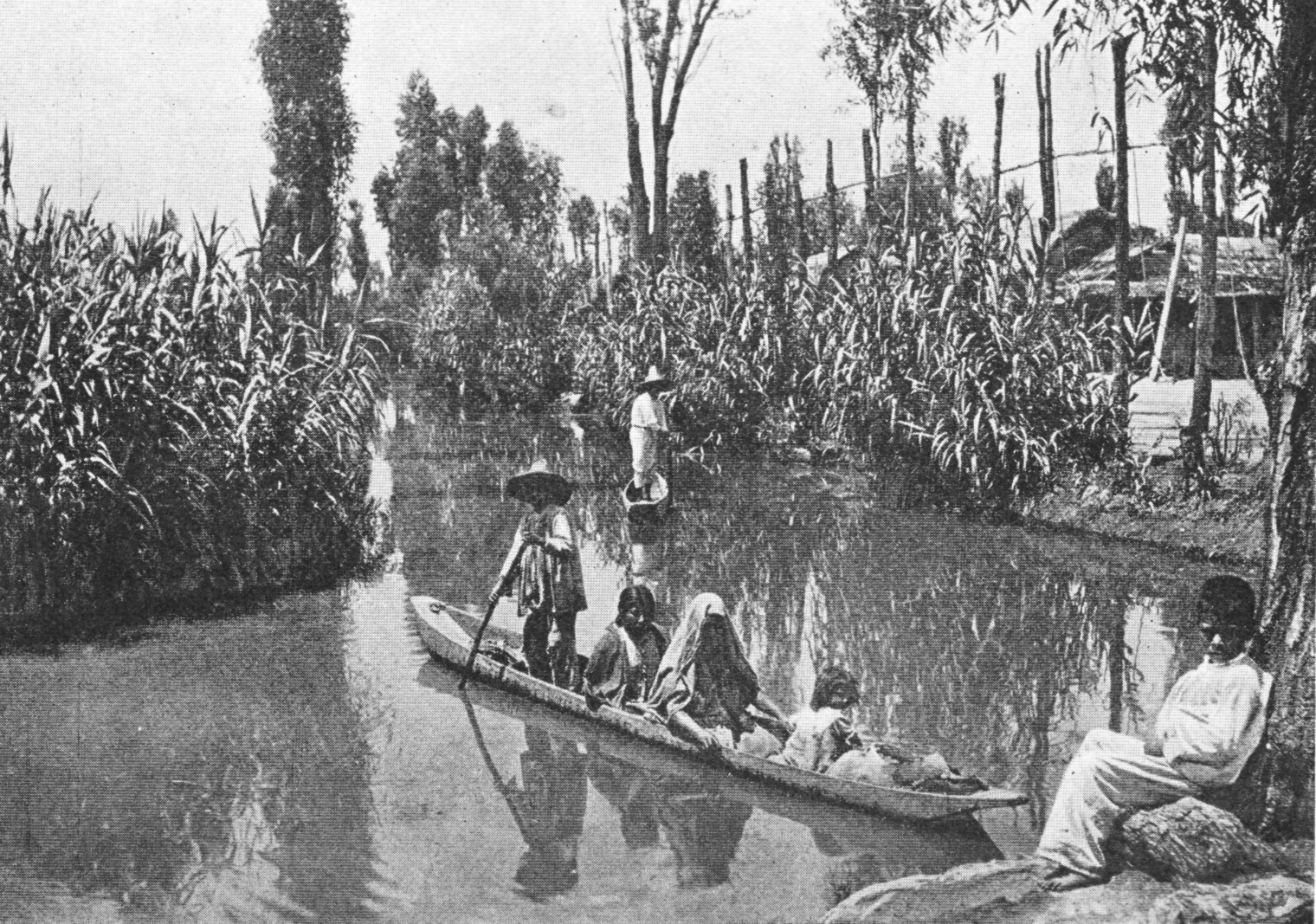
Чинампы, 1912 год Фото Карла Вейле